# Caropino
Caropino (en griego antiguo: Χαροπῖνος/Kharopĩnos) fue un griego jonio del siglo VI a. C., originario de la ciudad de Mileto.
Participó con su hermano Aristágoras en la Revuelta de Jonia contra la dominación
persa.
En el verano de 498 a. C., con la ayuda de un contingente de hoplitas enviado por Atenas penetró en la satrapía de Lidia y devastó la ciudad de Sardes, su capital. Según Plutarco, que se basa en Lisanias de Malos, y Caronte de Lámpsaco, de esta manera consiguió que los persas levantaran el asedio de Mileto. La historiografía moderna considera el asedio no probado y la toma de Sardes ineficaz. Las fuerzas milesias de regreso a Mileto, fueron alcanzadas y batidas por efectivos persas en los alrededores de Éfeso. Se ignora la suerte de Caropino y si sobrevivió.